# 9482 Rubéndarío
9482 Rubéndarío là một tiểu hành tinh vành đai chính với chu kỳ quỹ đạo là 1265.4676618 ngày (3.46 năm).
Nó được phát hiện ngày 24 tháng 9 năm 1960.